# Batouri Airport
Batouri Airport är en flygplats i Kamerun.   Den ligger i regionen Östra regionen, i den sydöstra delen av landet, 300 km öster om huvudstaden Yaoundé. Batouri Airport ligger 656 meter över havet.
Terrängen runt Batouri Airport är huvudsakligen platt. Batouri Airport ligger uppe på en höjd. Trakten runt Batouri Airport är glesbefolkad, med 11 invånare per kvadratkilometer. Närmaste större samhälle är Batouri, 4,7 km söder om Batouri Airport. Trakten runt Batouri Airport är huvudsakligen savannskog.